# Calle 53
La Avenida Calle 53 o Avenida Pablo VI es una vía arterial de la ciudad de Bogotá.

## Toponimia
Lleva el nombre de Pablo VI, el papa no. 262 de la Iglesia Católica, que visitó la ciudad durante su pontificado (1963-1978). Comunica a las localidades de Chapinero, Teusaquillo, y Engativá.

## Trazado
Tiene dos trazos: el primero, entre la Avenida Patricio Samper Gnecco (carrera 3 o Avenida Circunvalar) y la Avenida Congreso Eucarístico, donde además de estas, cruza las Avenidas Caracas, Carrera 24, NQS y Carrera 50.
El segundo, entre la Avenida de la Constitución (carrera 70) y la Avenida Ciudad de Cali (carrera 86), donde también cruza la Avenida Boyacá.

## Puntos de interés
- Centro Comercial Galerías (Teusaquillo).
- Centro Recreativo y Empresarial El Cubo de Colsubsidio (Teusaquillo).
- Universidad Nacional de Colombia (Teusaquillo).
- Parque Central Simón Bolívar (Teusaquillo).
- Universidad Libre (Colombia) (Engativá).
- Parroquia San Jerónimo Normandía (Engativá).

Además, en los últimos meses del año, es famosa por su ya tradicional variada oferta de artículos navideños, entre la Avenida Caracas y NQS.

## Barrios que cruza[1]

### En la localidad deChapinero
- Pardo Rubio y Bosque Calderón entre la Avenida Circunvalar y Alberto Lleras Camargo (carrera 7).
- Marly y Chapinero Central, entre Avenida Alberto Lleras Camargo (carrera 7) y Caracas (carrera 14).

### En la localidad deTeusaquillo
- Quesada entre Avenida Caracas (carrera 14) y Avenida del Uruguay (carrera 17)
- Banco Central entre Avenida del Uruguay (carrera 17) y carrera 21.
- Galerías entre carrera 21 y carrera 28.
- Belalcázar entre carrera 28 y NQS.
- Ciudad Universitaria entre NQS y carrera 45.
- Nicolás de Federmán entre NQS y Avenida Batallón Caldas (carrera 50).
- Rafael Núñez entre carrera 45 y Avenida Batallón Caldas (carrera 50).
- La Esmeralda y Paulo VI, entre Avenida Batallón Caldas (carrera 50) y Avenida La Esmeralda (carrera 60).
- El Salitre y Campo Eucarístico (Parque Simón Bolívar) entre Avenida La Esmeralda (carrera 60) y la Avenida Congreso Eucarístico límite entre Teusaquillo y Engativá.

### En la localidad deEngativá
- Normandía, entre Avenida de la Constitución (carrera 70) y Avenida Boyacá (carrera 72).
- Normandía Occidental, entre Avenida Boyacá (carrera 72) y carrera 77A.
- Villa Luz, entre carrera 77A y transversal 85.
- San Ignacio, entre transversal 85 y Avenida Ciudad de Cali (carrera 86).

## Cruces

### Primer tramo
- Carrera 60
- Carrera 50 (Bogotá)
- Carrera 34
- Avenida NQS
- Carrera 24
- Carrera 19
- Avenida Caracas
- Carrera 7
- Carrera 5
- Carrera 3

### Segundo Tramo
- Avenida Boyacá (Bogotá)